# Хашаев, Хаджи-Мурад Омарович
Хаджи́-Мура́д Ома́рович Хаша́ев (Хаджимура́д; 15 [28] мая 1909; аул Могох, Кахибский район, Дагестанская область, Российская империя — 17 октября 1971; Махачкала, Дагестанская АССР, СССР) — советский историк-кавказовед, этнограф и юрист. Организатор науки, профессор, кандидат юридических и доктор исторических наук. Общественный и политический деятель, заслуженный деятель науки РСФСР и ДАССР. Генерал-майор юстиции. Постоянный представитель Совета министров Дагестанской АССР при Правительстве РСФСР, заместитель председателя Президиума Дагестанского филиала АН СССР.

## Биография

### Происхождение
По национальности аварец. Родился в бедной семье узденя Мучариль-Магомеда Омарова и Патимат Арбулиевой. Был вторым ребёнком.

### Ранние годы
В 10-летнем возрасте отец Хаджимурада привёл его в чеченское селение Макажой, где определил его подпаском к местному богатому барановоду Витулу, договорившись, что тот будет кормить Хаджимурада и платить ему за работу пудом кукурузы в месяц. Не получив обещанного, Хаджимурад через год покинул Макажой и отправился в сторону Грозного. В селе Алхан-Юрт (близ Грозного) он устроился к барановоду Кавурнукаеву, у которого проработал 4 года. За это время он изучил там чеченский язык.
В 16 лет на поляне у Гойтинского леса Хаджимураду пастухом Гедерасулом Мухумой (односельчанином из Могоха) по недоразумению из берданки была простреляна нога. Виновником тому был сам Хаджимурад, озорства ради, хотевшим напугать пастуха, изобразившись в кустах волком. Пуля прошла через кость на вылет. Некоторое время Хаджимурада лечили знахари в доме своего работодателя Саты из Урус-Мартана, но когда состояние его стало критически ухудшаться, его отвезли в Урус-Мартановскую, а затем уже в тяжёлом состоянии переправили в Грозненскую больницу, где ему в связи с начавшейся гангреной ампутировали ногу чуть выше колена.
Именно в той больнице Хаджимурад получил фамилию Хашаев. Медсестра, заполнявшая «Историю болезни», спрашивала у доставившего его Саты фамилию больного. Тот по-чеченски отвечал, что фамилии его он не знает и повторял, что Хаджимурад является его гостем — «Хьаша, хьаша!» (то есть — гость). Медсестра, добавив окончание «ев», написала — Хашаев. Затем она стала допытываться имя его отца, чтобы заполнить графу «отчество». Сата, забыв как звали отца Хаджимурада, сказал, что он происходит из узденского тухума Омара. Услышав имя «Омар», медсестра записала в графе «отчество» — Омарович.
В 1926 году, через 3 месяца после выписки Хаджимурада из больницы, её партячейка определила его на обучение грамоте в ликбез и направила на подготовительные курсы педагогического техникума в посёлке Михайловском. В 1929 году он был принят в члены ВЛКСМ.

### На госслужбе
В 1929 году Хашаев окончил Михайловский Педагогический техникум, после чего сразу вернулся на родину в Дагестан, где в том же году был назначен народным судьёй Кахибского района. Ввиду сложного на тот момент хозяйственного положения в Дагестане (аграрная реформа ещё не была завершена) и недостатка у Хашаева юридических знаний, он в следующем 1930 году был направлен на Высшие юридические курсы, находившиеся при Первом московском государственном университете на факультете советского права в Москве.
Окончив в 1932 году ускоренные Высшие юридические курсы, Хашаев вернулся на родину, где стал членом Главного суда ДАССР. В 1933 году избран первым секретарём Кахибского райкома ВКП(б), а в 1934 — ответственным секретарём Дагестанского ЦИК ДАССР. Прокурор ДАССР (1934-1935).
С усилением в СССР репрессивной политики Хашаев в 1935 году подал заявление в обком об освобождении его от занимаемой им должности. По воспоминаниям А. Д. Даниялова, в диалоге с ним Хашаев как-то обмолвился:
Абдурахман, я не могу и не хочу подписывать приговоры к расстрелу невинных граждан, уйду с этой работы.
После увольнения Хашаев в том же году вместе с семьёй отправился в Москву, где поступил на факультет советского строительства и права Института красной профессуры. Проживал в общежитии (Большая Пироговская улица, 51). В 1935—1937 годах состоял членом ВЦИК РСФСР.
По окончании в 1937 году института в Москве, Хашаев вновь вернулся на родину, где был назначен исполняющим обязанности прокурора ДАССР, а в следующем 1938 — Наркомом юстиции ДАССР. Всячески пытался противостоять массовым репрессиям. По словам профессора О. М. Давудова:
В его родном Шамильском районе ходят легенды о том, сколько народу Хаджи-Мурад спас от несправедливых обвинений, скольким людям он помог.
С началом Великой Отечественной войны в 1941 году Хашаев был назначен заместителем председателя Совета народных комиссаров Дагестанской АССР по культуре и здравоохранению. Занимался обустройством большого числа эвакуированного в Дагестан населения, а также приёмом и размещением в республике промышленных предприятий и учебных заведений. Ситуация тогда усугублялась ещё тем, что лето 1941 года в Дагестане выпало неурожайным и в нём начался голод. Плюс ко всему среди населения участились случаи инфекционных заболеваний. В связи с этим в 1942 году при СНК ДАССР была создана Чрезвычайная полномочная эпидемическая комиссия, а её председателем был назначен Хашаев. 14 октября 1943 года он был назначен прокурором ДАССР, а 24 декабря ему был присвоен классный чин Государственного советника юстиции 3-го класса. С 1944 года — вновь прокурор ДАССР.
В 1947 году Хашаева вызвали в Москву и назначили прокурором уголовно-судебного отдела Прокуратуры РСФСР, а в 1948 — на должность постоянного представителя Совета министров ДАССР при Правительстве РСФСР. В 1952—1953 годах — член пленума Махачкалинского окружкома КПСС, в 1961—1963 — кандидат в члены Дагестанского обкома КПСС, в 1963 — член Дагестанского обкома КПСС.

### Научная деятельность
В 1947 году Хашаев без отрыва от работы поступил в аспирантуру Московского юридического института. Занимался научно-исследовательской деятельностью по изучению истории Дагестана. В 1948 году был издан осуществлённый им перевод с аварского языка на русский «Кодекс законов Умму-хана Аварского (Справедливого)» («Свод законов Аварского ханства»), ранее переведённый с арабского на аварский поэтом Г. Цадасой. В дальнейшем стал важнейшим источником для изучения общественных отношений и политического строя Аварского ханства в XVI—XVII веках. По окончании в 1949 году подготовки в аспирантуре, в следующем 1950 году защитил диссертацию на соискание учёной степени кандидата юридических наук по теме «Шариат, адат и преступления, составляющие пережитки родового быта в Дагестане». Как отмечал профессор О. М. Давудов:
Незаурядное, новаторское по существу, исследование обратило на себя внимание научной общественности страны.
В следующем 1950 году Хашаев был избран учёным секретарём, а вскоре после этого — заместителем председателя Президиума Дагестанского филиала АН СССР (ныне Дагестанский научный центр РАН). Около 1954 года Хашаев приехал в Москву, чтобы завершить свою докторскую диссертацию по теме «Общественный строй Дагестана в XIX веке», которую писал под руководством профессора М. О. Косвена, а в 1957 году защитил её, после чего ему была присвоена учёная степень доктора исторической наук.
В область основных научных интересов Хашаева входили этнография и обычное право народов Дагестана. Многие его работы, также представляющие особый интерес для исторической науки, посвящены — социально-экономическим и политическим отношениям в Дагестане XIX века; формам земельной собственности; организации управления в Дагестане как до, так и после присоединения его к России; Кавказской войне; внутренней сущности мюридизма, в частности движению горцев под предводительством имама Шамиля и прочее. Отдельный интерес представляют работы Хашаева, посвящённые историческим предпосылкам и прогрессивному значению присоединения Дагестана к России после окончания Кавказской войны.
Большое внимание Хашаев уделял подготовке научных кадров. Лично руководил подготовкой молодых научных работников и аспирантов. Также осуществлял общее руководство Дагестанским филиалом АН СССР. Особое внимание уделял работе гуманитарных учреждений в республике.
Кроме прочего, возглавлял работу Дагестанского комитета защиты мира.
Умер 17 октября 1971 года в Махачкале. Похоронен там же.

## Основная библиография
- Кодекс законов Умму-хана Аварского (Справедливого) / [Публ. Х.-М. О. Хашаева]; под ред. А. А. Пионтковского. М.: Тип. Московского юридического ин-та, 1948. 18 с.
- Шариат, адат и преступления, составляющие пережитки родового быта в Дагестане. Автореф. дисс… канд. юр. наук. М.: [б.и.], 1949. 23 с.
- К итогам борьбы против некоторых вредных пережитков старины в Дагестане // Очерки по истории Дагестана. Итоги тридцатилетних работ. Вып. II / Под ред. Г. А. Аликберова. Махачкала: Даггиз, 1950. С. 196—220.
- Общественно-экономический строй Дагестана в XIX веке. (Материалы к сессии). Махачкала: [б.и.], 1954. 97 с.
- К вопросу о тухумах, сельских общинах и «вольных обществах» Дагестана в XIX в. // Ученые записки [Института истории, языка и литературы им. Г. Цадасы ДФ АН СССР]. Т. I / Отв. ред. Г.-А. Д. Даниялов. Махачкала: [б.и.], 1956. С. 42—78.
- Социальная база движения горцев Восточного Кавказа в 1-й половине XIX века. М.: [б.и.], 1956. 32 с.
- Махач Дахадаев. (1883—1918 гг.). Махачкала: Дагестанское книжное изд-во, 1957. 32 с. (Соавт. Б. О. Кашкаев)
- Очерки истории Дагестана. Т. I / Отв. ред. М. О. Косвен. — Махачкала: Дагкнигоиздат, 1957. 392 с. (Соавт. А. С. Гаджиев, С. Ш. Гаджиева, Г. Д. Даниялов, М. М. Ихилов, Г. Ш. Каймаразов, В. Г. Котович, Е. Н. Кушева, Р. Г. Маршаев, Г. И. Милованов, И. Р. Нахшунов, А. С. Омаров, М. И. Пикуль, Х. Х. Рамазанов, А. И. Тамай, В. А. Тюрин, А. Р. Шихсаидов)
- Движущие силы мюридизма в Дагестане // О движении горцев под руководством Шамиля. Материалы сессии Дагестанского филиала Академии наук СССР. 4—7 октября 1956 года / Отв. ред. Г.-А. Д. Даниялов. Махачкала: [б.и.], 1957. С. 67—101.
- Гидатлинские адаты / Подготовка в печати Х.-М. Хашаева, М.-С. Саидова. Махачкала: [б.и.], 1957. 41 с.
- Общественный строй Дагестана в XIX веке. Автореф. дисс… докт. ист. наук. М.: [б.и.], 1957. 61 с.
- Пережитки шариата и вредных адатов и борьба с ними. Махачкала: [б.и.], 1957. 28 с.
- Прогрессивное значение присоединения Дагестана к России. Материал для лекторов. Махачкала: [б.и.], 1958. 35 с.
- Трудовая деятельность населения Дагестана в XIX в. Материал для лекторов. Махачкала: [б.и.], 1958. 28 с
- История, география и этнография Дагестана XVIII—XIX вв. Архивные материалы / Под ред. М. О. Косвена, Х.-М. О. Хашаева. М.: Изд-во восточной литературы, 1958. 371 с.
- Вклад ученых Дагестана в советскую науку. Махачкала: Дагестанское книжное издво, 1959. 26 с.
- Занятия населения Дагестана в XIX веке. Махачкала: [б.и.], 1959. 116 с.
- Махач Дахадаев // Блокнот агитатора. 1959. № 21. С. 9—15.
- Наука и культура Дагестана за 40 лет // Ученые записки [Института истории, языка и литературы им. Г. Цадасы ДФ АН СССР]. Т. VIII / Отв. ред. Г.-А. Д. Даниялов. Махачкала: [б.и.], 1960. С. 214—252.
- Общественный строй Дагестана в XIX веке. М.: Изд-во АН СССР, 1961. 262 с
- Преодоление религиозных пережитков — необходимое условие воспитания нового человека // Блокнот агитатора. 1962. № 13—14. С. 62—67.
- Пережитки шариата и вредных адатов. Махачкала: Дагестанское книжное изд-во, 1963. 32 с.
- Страницы истории народов Дагестана. (К завершению работы над сб. «Памятники обычного права Дагестана XVIII—XIX вв.» // Блокнот агитатора. 1964. № 18. С. 20—24.
- Памятники обычного права Дагестана // Материалы Сессии, посвященной итогам археологических и этнографических исследований 1964 года в СССР. (Тезисы докладов). Баку: Изд-во АН АзССР, 1965. С. 188—189.
- Памятники обычного права Дагестана XVII—XIX вв.: Архивные материалы / Сост., предисл., примеч. Х.-М. О. Хашаева. М.: Наука, 1965. 279 с.
- История Дагестана. Т. II / Глав. ред. Г. Д. Даниялов. М.: Главная редакция восточной литературы, 1968. 368 с. (Соавт. В. Г. Гаджиев, С. Ш. Гаджиева, Г. Д. Даниялов, П. М. Дибиров, Г. Ш. Каймаразов, А. Г. Мелешко, Г. И. Милованов, А. С. Омаров, М.-З. О. Османов, Х. Х. Рамазанов, Х. М. Халилов)
- Феодальные отношения в Дагестане. XIX — начало XX в.: Архивные материалы / Сост., предисл., примеч. Х.-М. О. Хашаева. М.: Наука, 1969. 396 с.
- Владимир Ильич Ленин и Дагестан // В. И. Ленин и проблемы науки. (Материалы юбилейной научной сессии Дагестанского филиала АН СССР, посвященной 100-летию со дня рождения В. И. Ленина. 24 марта 1970 г.) / Отв. ред. и сост. А. К. Алиев. Махачкала: [б.и.], 1970. С. 10—21.
- Махач Дахадаев. Сборник документов, статей, воспоминаний о жизни и общественно-политической деятельности / Сост. Х.-М. О. Хашаев, А. Д. Даниялов, М. Ш. Шигабудинов, Г. Г. Гамзатов. Махачкала: [б.и.], 1999. 351 с.
- Законы вольных обществ Дагестана XVII—XIX вв. Архивные материалы / Сост., предисл., примеч. Х.-М. Хашаева. Махачкала: Эпоха, 2007. 300 с.[9]

## Награды
- Орден Трудового Красного Знамени (1944)
- Медаль «За оборону Кавказа» (1944)
- Медаль «За доблестный труд в Великой Отечественной войне 1941—1945 гг.» (1946)
- Орден «Знак Почёта» (1950)
- Почётная грамота Всемирного совета мира (1960)
- Почётная грамота Верховного совета РСФСР (1965)
- Орден «Знак Почёта» (1967)
- Золотая медаль Всемирного совета мира (1968)
- Орден Октябрьской Революции (1969)
- Медаль «За доблестный труд. В ознаменование 100-летия рождения В. И. Ленина» (1970)

## Семья
Жена (с 1934) — Парзулаева Асма-ханум Абдул-Меджидовна (1909—1985).
Дети
- Заур (род. 1936) — доктор биологических наук.
- Тамара (род. 1940) — профессор, доктор медицинских наук.
- Руслан (род. 1948) — зам. министра Госкомимущества РД.
- Аслан (род. 1956) — предприниматель, переехал в ОАЭ.